# 同善堂藥局

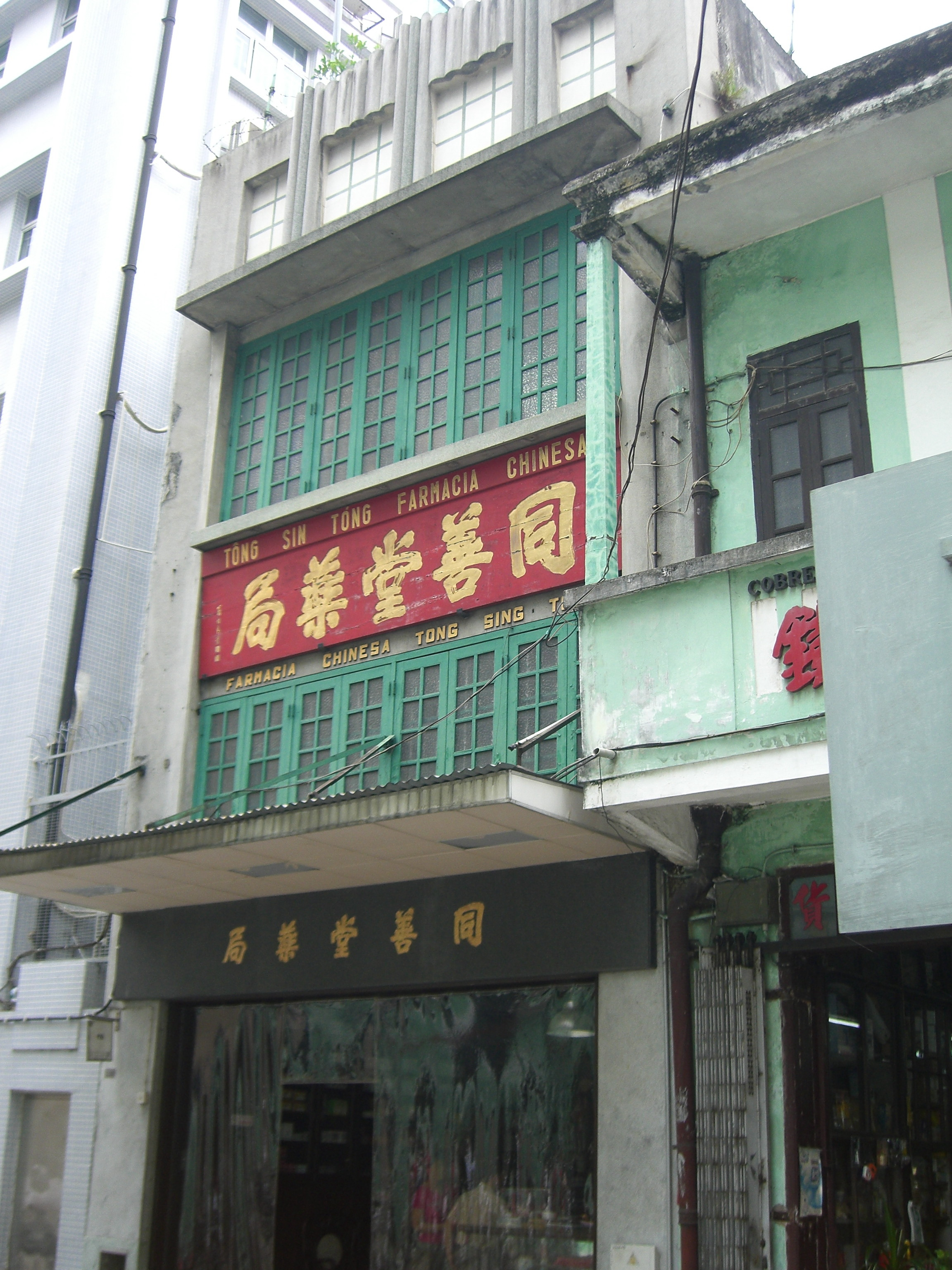
澳門同善堂藥局

同善堂藥局（葡萄牙文： 或 ，澳門中藥業公會註冊編號：20）位於澳門庇山耶街(爐石塘)60號，為一棟樓高三層的舊式木樓，亦為港澳著名實業家高可寧於1941年成立藥局時所捐出的物業。藥局以贈醫施藥配劑為主要服務。
該局於1997年5月9日發生大火，一名執藥師被燒死。其後藥局即時受到一名華僑捐助澳門幣100萬元作重建經費，重建後恢復營業至今。

## 历史
藥局是於1941年由時任同善堂主席高可寧發起，其夫人楊詠生與及其兒子、時任澳門總督戴思樂、當時的社會名人傅德蔭、崔諾枝、崔六、蔡文軒、冼碧珊等人集資開設，而高可寧亦將其位於庇山耶街60號的物業捐出作為藥局現址。藥局最初以贈醫施藥配劑為主，後來兼營門市，所得到的收入作為藥局經費。
1944年，高可寧等人將藥局之不動產、各股東的股份和藥局之一切工具撥捐給澳門同善堂，並由值理會選出的藥局董事會管理。為方便贈醫施藥，藥局選用地道正藥，而且種類齊全。

## 大火
1997年5月9日凌晨三時許，同善堂藥局地下後座的廚房起火，起火當時藥局內有一名職工和一名老執藥師分別在地下大堂和3樓後層睡覺。及後發出的氣味驚醒在地下大堂的職工，職工發現整個廚房已陷於火海，並即時大叫試圖吵醒在3樓熟睡的執藥師，之後更拉開鐵閘並跑出馬路高呼失火，附近居民聽到其呼救後代為報警。消防隊到場後，發現藥局後層全層已經着火，並即時從正門入內射水。期間火勢相當猛烈，不久後層被燒通頂，消防隊在救火時發現多處火頭，而且樓梯被燒至倒塌而無法通行，消防員需要架起雲梯直接從2樓和3樓的窗口進入火場，並再拖喉往隔鄰的同善堂學校天台向火場灌救。火警於清晨約7時半被救熄。
其後消防員在後層發現一具燒焦男屍，並初步證實是店內的老執藥師傅李炎明。
鑑於在救火時發現多處火頭，消防隊認為起火原因有可疑，遂通知司警到場協助調查。但司警調查後於同日下午表示火警起因並無可疑。另外，調查亦顯示，藥局後層結構太過複雜，相信李炎明是因為走錯樓梯而喪命。

## 重建及復業
同善堂藥局在是次大火中，除臨街的門面和大堂損毀輕微和受水濕外，後座全層被燒至通頂，部份樓層並經已坍塌。災後同善堂即設立臨時藥局繼續運作，且即時進行重建，而有一位海外華僑聞訊後即捐出100萬澳門元作為重建的經費。在各界善心人士及澳門政府的支持下，藥局於1998年10月15日重修完成並恢復營業。
該局樓上現時為贈醫施藥配劑部，地下門面大堂為門市部，對外售賣中藥，而藥局收益則撥捐同善堂作經費和慈善用途。而藥局現時的營業時間為上午8時至下午5時30分。